# هاگان (جورجیا)
هاگان، جورجیا (به انگلیسی: Hagan, Georgia) یک شهر در ایالات متحده آمریکا با جمعیت ۸۹۸ نفر است که در جورجیا واقع شده‌است.

## موقعیت جغرافیایی
موقعیت جغرافیایی شهرها و مناطق اطراف به شرح زیر است: